# Країни соціалістичної орієнтації
Країни соціалістичної орієнтації (іноді держави соціалістичної орієнтації) — термін, ухвалений у радянській публіцистиці та історіографії для позначення держав, з якими СРСР підтримував тісні двосторонні зв'язки в галузі політичного, економічного, військового, наукового, освітнього, культурного та інших форм міждержавного співробітництва. 
Термін почали вживати з кінця 1960-х років. Введення зазначеного терміна в обіг було покликане заповнити прогалину у визначеннях суб'єктів міжнародно-правових відносин, що виникла з інтенсифікацією процесу деколонізації, які в силу різних обставин не відповідали визначенню «соціалістичні країни», а визнання їх «капіталістичними» суперечило доктринальним принципам і настановам марксистсько-ленінської філософії і унеможливлювало проведення курсу на співробітництво з ними в необхідному обсязі, дискредитувало СРСР як на міжнародній арені, так і всередині країни (тема країн соціалістичної орієнтації неодноразово обігрувалася у творчості антирадянськи налаштованих діячів культури і мистецтва). Водночас називати їх «прорадянськими режимами» (як це робили в публіцистиці та науковій літературі капіталістичних країн) означало, з одного боку, визнати їх прорадянськими, якими, власне кажучи, багато хто з них і був, а з іншого — поставити під сумнів легітимність перебування цих політичних режимів при владі в названих країнах, що було немислимим із погляду підтримання подальшого співробітництва з ними. При цьому саме вживання цього терміна, як у наукових, так і в публіцистичних працях, давало змогу оминати проблемні питання побудови соціалізму в окремих країнах, водночас окремі успіхи на цьому терені в інших країнах підносили як загальну тенденцію.

## Значення

Держави з комуністичним урядом
Держави, які в СРСР вважалися такими, що рухаються до соціалізму
Інші соціалістичні держави

Спочатку основну масу колишніх колоній і домініонів іменували «країни, що звільнилися» (коли ще було не до кінця зрозуміло, яким залишиться формат їхньої взаємодії з колишньою метрополією), але з плином часу таке формулювання втрачало актуальність, а багато хто із зазначених держав мав намір налагодити або вже налагодив тісні зв'язки з СРСР, що вимагало від радянської сторони науково артикулювати й офіційно закріпити їхній статус у такій якості (як країн-партнерів). Компромісний варіант «соціалістична орієнтація» припускав, що зазначені держави перебувають на шляху побудови соціалізм (якщо брати за еталон за замовчуванням ту форму реального соціалізму, що історично сформувалася в Радянському Союзі й іменувалася розвиненим соціалізмом), їхній політичний і соціальний устрій несе в собі окремі ознаки соціалізму, але говорити про поточний етап історичного розвитку цих держав, як про «соціалістичне будівництво», поки що передчасно. При цьому, «соціалістична орієнтація» того чи іншого правлячого режиму могла оцінюватися радянськими вченими і публіцистами суто з політичних позицій, але ніколи не з політекономічних, — економічні аспекти або обходилися стороною, або взагалі не бралися до уваги. У 1970 році ця практика була закріплена Академією наук СРСР за допомогою тези про те, що «характерною особливістю будь-якої форми некапіталістичного розвитку є те, що перехід до соціалізму починається з політичної надбудови, яка згодом створює умови для зміни структури соціально-економічного базису». 
За десятиліття, що минуло відтоді, курс зовнішньої політики СРСР зазнав істотних змін, і до кінця 1970-х років цю тезу відкинула радянська наука, у працях великих радянських учених наголошувалося, що прогалина між задекларованими політичними цілями і соціально-економічними реаліями в тій чи іншій країні була непереборною перешкодою на шляху побудови соціалізму. Визнання цієї обставини як наукового факту стало стимулом для проведення безлічі наукових конференцій, фундаментальних досліджень і наукових публікацій, які ставили собі за мету зміну концептуального наповнення поняття «соціалістичної орієнтації» у вигідних для радянського ладу формах (при цьому, особливий акцент на окремих питаннях реальної економіки почали робити ще до зазначеного повороту). 
Серед радянських партійно-державних діячів і представників науки ідеологами зміни наповнення поняття «соціалістичної орієнтації», що відбувалася, були К. Н. Брутенц, Р. А. Ульяновський, А. А. Громико і Е. М. Примаков, колективна праця, редакторами якої вони виступали, широко цитувалася радянськими вченими як автентичне тлумачення поняття «соціалістичної орієнтації». Крім іншого, там недвозначно стверджувалося, що «соціалістична орієнтація» — це прогресивна форма державної політики, але при цьому, вона жодним чином не може ототожнюватися зі справжнім соціалістичним будівництвом, у найкращому разі вона виступає лише дороговказом у напрямі соціалізму, першим кроком на шляху до нього, і, за визначенням, є підготовчим, досоціалістичним етапом становлення державності тієї чи іншої країни}. 
Для виключення можливості звернення в науковій полеміці до історії становлення соціалізму в самих радянських республіках і відносин у системі «центр-окраїни», в історичному контексті розмежовували країни соціалістичної орієнтації 1920-х і 1930-х років, які на той час або вже ввійшли до складу СРСР (під ними малися на увазі середньоазіатські соціалістичні республіки в період становлення там радянської влади), або були його незмінними сателітами протягом десятиліть (МНР), і країни соціалістичної орієнтації сучасності, яким перспектива становлення радянської влади була недоступна з об'єктивних причин географічного, економічного і політичного характеру. 
Ба більше, сам вибір «соціалістичної орієнтації» на тому чи іншому етапі історичного розвитку відтепер розглядався як оборотний процес. Зазначені тенденції стали ще більш очевидними на початку 1980-х років і нарешті отримали державну оцінку в період перебування при владі Ю. В. Андропова. 
У підсумку проблема була списана на особливості класоутворення зазначених країн, як одна з нездоланних перешкод на шляху побудови соціалізму.

## Критерії
Основні критерії, за якими можна було судити про те, чи належала та чи інша держава до соціалістичних країн або країн соціалістичної орієнтації, такі:
| Критерій оцінки                                                          | Соціалістична країна                                    | Країна соціалістичної орієнтації |
| ------------------------------------------------------------------------ | ------------------------------------------------------- | --- |
| Форма правління                                                          | колегіальна                                             | колегіальна, одноосібна або змішана |
| Державний устрій                                                         | республіканський                                        | республіканський, монархічний або інший |
| Політичний режим                                                         | демократичний                                           | демократичний, революційно-демократичний або інший |
| Суб'єкт верховної влади                                                  | організація                                             | організація, група осіб або окрема особа |
| Правляча організація                                                     | національна (або інтернаціональна) соціалістична партія | політична партія (Індонезія — ПКІ), фракція політичної партії (Афганістан — Хальк), політичний рух (Нікарагуа — сандиністи, Гренада — ДЖУЕЛ), релігійний рух (Ліван — Хезболла), релігійна група (Сирія — алавіти), військово-політична організація (В'єтнам — В'єтнам — В'єтнаммінь), військова хунта (Єгипет, Ірак, Судан — «вільні офіцери»), етнічна група (Гана - нзіма), кровно-споріднена громада (Лівія — каддафа), варна (Індія — брахмани) або інша організаційна форма |
| Співвідношення класових сил у владі (соціальна природа державної влади){ | безкласовий характер                                    | сильні позиції феодалів і поміщиків (Бірма, Сирія, Ірак, Алжир), бюрократичної буржуазії та родо-племінної знаті (Гвінея, Танзанія), військових (Єгипет, Сирія, Ірак), іноземної буржуазії (Алжир, Танзанія, Сирія, НДРЄ, Ірак тощо). ) |
| Форми організації трудящих                                               | партійно-профспілкові організації                       | комітети виробничих одиниць (Гвінея), «асамблеї трудящих» (Алжир), «комітети розвитку» (Танзанія), «дії сільського оновлення» (Народна Республіка Конго), рухи «добровільної праці» (Бірма, Алжир), рухи «самодопомоги» (Танзанія), «добровільної безоплатної роботи» та ін. |
| Інституціоналізація влади                                                | превалювальна роль інститутів державної влади           | превалювальна роль низки традиційних громадських інститутів і інститутів: родоплемінна демократія, сільські й релігійні громади, національно-етнічні організації, ради старійшин і т. ін. |
| Спосіб переходу до прогресивного шляху розвитку                          | соціалістична революція                                 | національно-визвольна революція (Ангола, Мозамбік), національно-демократична революція (Гвінея, Танзанія), державний переворот, військовий переворот (Ірак, Лівія, Сирія, Бірма) |

Об'єднуючим початком для соціалістичних країн і країн соціалістичної орієнтації була концепція «диктатури пролетаріату».

## Специфіка вживання
Загалом, формулювання було доволі розпливчастим, що дозволяло вживати його щодо тільки тих держав, які підтримували співпрацю з СРСР, і не вживати його щодо держав-сателітів розвинених капіталістичних країн. Ті з країн соціалістичної орієнтації, де через зміну правлячої верхівки, що відбулася, відбулася зміна зовнішньополітичного курсу на союз з Китаєм, або з капіталістичними країнами, практично одразу ж випадали з цієї категорії, але могли повернутися назад після чергової переорієнтації зовнішньополітичного курсу на відновлення зв'язків з СРСР. При цьому, з плином часу і поступовим переходом від повоєнного періоду радянської історії та початкового етапу періоду застою (1960-ті) до пізньорадянського часу (1980-ті), перелік критеріїв, за якими гіпотетично можна було ідентифікувати ту чи іншу країну як країну соціалістичної орієнтації, ставав дедалі більше і більше розмитим. Серед країн-партнерів СРСР на міжнародній арені, віднесених західними політологами до «радикальних» або «екстремістських» режимів (тобто, з військово-поліцейською диктатурою при владі), спостерігалося дедалі менше відповідності фундаментальним постулатам марксистсько-ленінської філософії, при цьому на обсягах співробітництва цих країн з СРСР у кількісному аспекті ця обставина не позначалася.
Існування країн соціалістичної орієнтації, за логікою речей (за зворотною гіпотезою), передбачало наявність країн капіталістичної орієнтації, такий вираз так само вживався в науковій полеміці (зазвичай стосовно близькосхідних монархій, які інакше називали «нафтовими», і деяким країнам Тропічної Африки), але частота його вживання була вельми невеликою. Тому країни, що випали з категорії країн соціалістичної орієнтації, потрапляли в категорію «реакційних режимів», «антинародних режимів» тощо. Причому, якщо на зорі співробітництва, від країн соціалістичної орієнтації були потрібні такі кроки, як проведення націоналізації та інших форм відчуження іноземної власності на користь держави, укупі з усуненням місцевих капіталістичних і феодальних пережитків, то до другої половини 1980-х на порядок денний у науковому середовищі вийшли питання про важливу роль іноземних інвестицій у справі становлення економіки країн соціалістичної орієнтації, створення сприятливих умов (інвестиційного клімату) для формою власності, та інші питання, саме обговорення яких у таких формулюваннях було немислимим раніше. Подавалося це під приводом необхідності зважати на історико-культурні передумови тієї чи іншої країни, місцеві традиції ведення господарства. Поступово, акцент став зміщуватися від дрібних власників до великого бізнесу, виправдовуючи його присутність в економіці країн соціалістичної орієнтації.
Близьким за значенням був вираз «некапіталістичний розвиток» (відповідно, «некапіталістичні країни»), що обмежено вживався в СРСР і на Заході з кінця 1960-х — початку 1970-х років, початково стосовно Єгипту часів правління Насера, що проводив дружній щодо СРСР курс зовнішньої політики, — але його вживання в науковій літературі так само було на межі дозволеного, оскільки вищезгадана марксистсько-ленінська філософія і заснована на ній радянська ідеологія припускали наявність тільки капіталістичного та соціалістичного таборів, які йому протистоять, обговорення гіпотетично можливого третього шляху тривалий час було табу в науковій полеміці (оскільки неодмінно стосувалося питань соціалізму в Китаї та Південноамериканська Республіка Югославія, існування руху неприєднання та подібних до нього питань і тем, саме обговорення яких не допускалося органами управління радянською наукою). 
Окрім нього користувався популярністю вираз «прогресивні режими», але, на відміну від перелічених, вираз «країни соціалістичної орієнтації» вживався не лише в науці та публіцистиці, а й в офіційній урядовій документації.
На Заході вираз у дослівному перекладі (англ. socialist orientation, нім. sozialistische Orientierung, фр. orientation socialiste та ін.) вживався лише письменниками—соціалістами та діячами лівий штибу, а також у перекладацьких роботах з російської мови.

## Вихід із ужитку
Оскільки вираз було введено в обіг без жодних нормативних документів, які б регламентували його вживання, припинення його вживання офіційно не регламентувалося і відбувалося підспудно. Тенденція до відмови від широкого вживання цього виразу в радянських академічних виданнях намітилася вже з середини 1980-х років і відбувалася одночасно з інтенсифікацією двосторонніх зв'язків СРСР з капіталістичними країнами. На противагу йому спочатку намітилася тенденція до своєрідної регіоналізації наукової термінології стосовно названих країн, замість ототожнення з соціалістичним шляхом розвитку їх стали відносити до певних мега і макрорегіонів, — «арабські країни», «африканські країни», «азійські країни», «латиноамериканські країни», «карибські країни» і тому подібні вирази, завдяки яким саме слово «соціалізм» і похідні від нього (зокрема, прикметник «соціалістичний») зникли з наукового дискурсу і перестали бути головним предметом наукової полеміки. 
Аналіз програмних промов радянських лідерів та офіційних заяв радянського уряду до Дня міжнародної солідарності трудящих за період з 1984 до 1987 роки, проведений співробітницею Інституту імені Гаррімана Колумбійського університету Елізабет Крідл Валькеньє, показав, що до середини 1980-х років, країни соціалістичної орієнтації взагалі перестали в них згадуватися, що не могло не позначитися на вживанні цього виразу в науковій полеміці.

## Країни
- Союз Радянських Соціалістичних Республік
- Монгольська Народна Республіка
- Німецька Демократична Республіка
- Польська Народна Республіка
- Чехословацька Соціалістична Республіка
- Угорська Народна Республіка
- Соціалістична Республіка Румунія
- Народна Республіка Болгарія
- Соціалістична Федеративна Республіка Югославія
- Народна Соціалістична Республіка Албанія
- Китайська Народна Республіка
- Корейська Народно-Демократична Республіка
- Лаоська Народно-Демократична Республіка
- Народна Республіка Кампучія
- Соціалістична Республіка В'єтнам
- Демократична Республіка Афганістан
- Республіка Ірак
- Сирійська Арабська Республіка
- Народна Демократична Республіка Ємен
- Соціалістична Республіка Союз Бірма
- Народна Республіка Бангладеш
- Республіка Індія
- Народна Республіка Бенін
- Велика Соціалістична Народна Лівійська Арабська Джамахірія
- Народна Республіка Мозамбік
- Демократична Республіка Мадагаскар
- Алжирська Народна Демократична Республіка
- Арабська Республіка Єгипет
- Республіка Гвінея
- Демократична Республіка Сомалі
- Республіка Малі
- Народна Республіка Ангола
- Республіка островів Зеленого Мису
- Республіка Сейшельські острови
- Народно-Демократична Республіка Ефіопія
- Демократична Республіка Судан
- Об'єднана республіка Танзанія
- Республіка Гана
- Республіка Гвінея-Бісау
- Народна Республіка Конго
- Республіка Куба
- Кооперативна Республіка Гаяна
- Республіка Нікарагуа
- Народно-Революційний Уряд Гренади
- Об'єднана Арабська Республіка
- Багатонаціональна Держава Болівія
- Боліваріанська Республіка Венесуела
- Федеративна Демократична Республіка Непал
- Демократична Соціалістична Республіка Шрі-Ланка
- Держава Еритрея
- Буркіна-Фасо
- Демократична Республіка Сан-Томе і Принсіпі
- Зімбабве